# Ognjen Spahić
Ognjen Spahić (n. 1977, Podgorica, RSF Iugoslavia) este un scriitor și jurnalist muntenegrean. Spahić a publicat două colecții de nuvele: Sve to (2001) și Zimska potraga (2007). Romanul Copiii lui Hansen (2004) i-a adus în 2005 Premiul Meša Selimović pentru cel mai bun roman din țările Croația, Serbia, Muntenegru și Bosnia și Herțegovina. Copiii lui Hansen a fost tradus în limbile franceză, italiană, sloveană, română, maghiară, macedoneană și engleză și publicat de Istros Books. 
În 2011, Spahić a fost câștigatorul Premiului Festivalului Ovid, acordat celui mai remarcabil tânăr talent. 

## Premii
- Premiul Uniunii Europene pentru Literatură din 2014, Muntenegru, Puna glava radosti [6]

## Opera
- Sve to (2001).
- Hansenova djeca (Copiii lui Hansen, 2004)
- Zimska potraga (2007).